# Gasolio
Il gasolio è una miscela di idrocarburi liquidi, derivante dalla distillazione frazionata del petrolio greggio. Viene impiegato come combustibile per motori Diesel (motivo per cui spesso viene erroneamente chiamato "diesel", che invece è il nome della tipologia di motore che lo utilizza e del ciclo termico compiuto da tale motore), trova applicazione anche nel riscaldamento e nella produzione di energia elettrica.
Spesso viene impropriamente chiamato anche nafta, da cui si distingue per un processo di raffinazione migliore e per fini d'uso diversi.

## Origine del termine
La parola gasolio deriva dall'inglese gasoil, composta a sua volta da gas (stesso significato dell'italiano; gergalmente "benzina") e oil ("olio"). Tale nome deriva dall'essere stato usato in passato per ottenere il gas d'olio minerale con vaporizzazione e pirolisi.
Nell'inglese moderno la parola è desueta e si preferisce usare Diesel fuel o Diesel oil, ovvero "combustibile per Diesel". 
Nell'inglese americano, la parola d'identica derivazione gasoline indica invece la benzina.

## Storia
Il gasolio trova le sue prime applicazioni in ambito meccanico tra il 1893 e il 1897 quando, nelle officine della MAN (Maschinenfabrik Augsburg Nuremberg) di Augusta, Rudolf Diesel eseguiva le prime ricerche che hanno poi portato all'invenzione del motore Diesel. In passato veniva utilizzato per ottenere il gas d'olio minerale, mediante vaporizzazione e pirolisi, che alimentava impianti d'illuminazione.

## Caratteristiche
Il gasolio è una miscela contenente idrocarburi alifatici (anche ciclici) da 13 a 18 atomi di carbonio e paraffine.
Il gasolio, avendo il punto di infiammabilità a una temperatura più alta rispetto alla benzina, è meno infiammabile e quindi intrinsecamente più sicuro della benzina. Le specifiche caratteristiche sono legate all'impiego finale del combustibile.

## Produzione
Il metodo di produzione classico del gasolio avviene mediante distillazione frazionata del petrolio greggio con temperatura media d'uscita dalla torre di frazionamento di circa 350 °C.
Il gasolio può essere prodotto anche mediante processo di cracking dove idrocarburi di maggior peso molecolare sono frammentati in presenza di un catalizzatore oppure mediante processo di trasformazione del metano in alcani a lunga catena, prendendo il nome di GTL (Gas To Liquid).

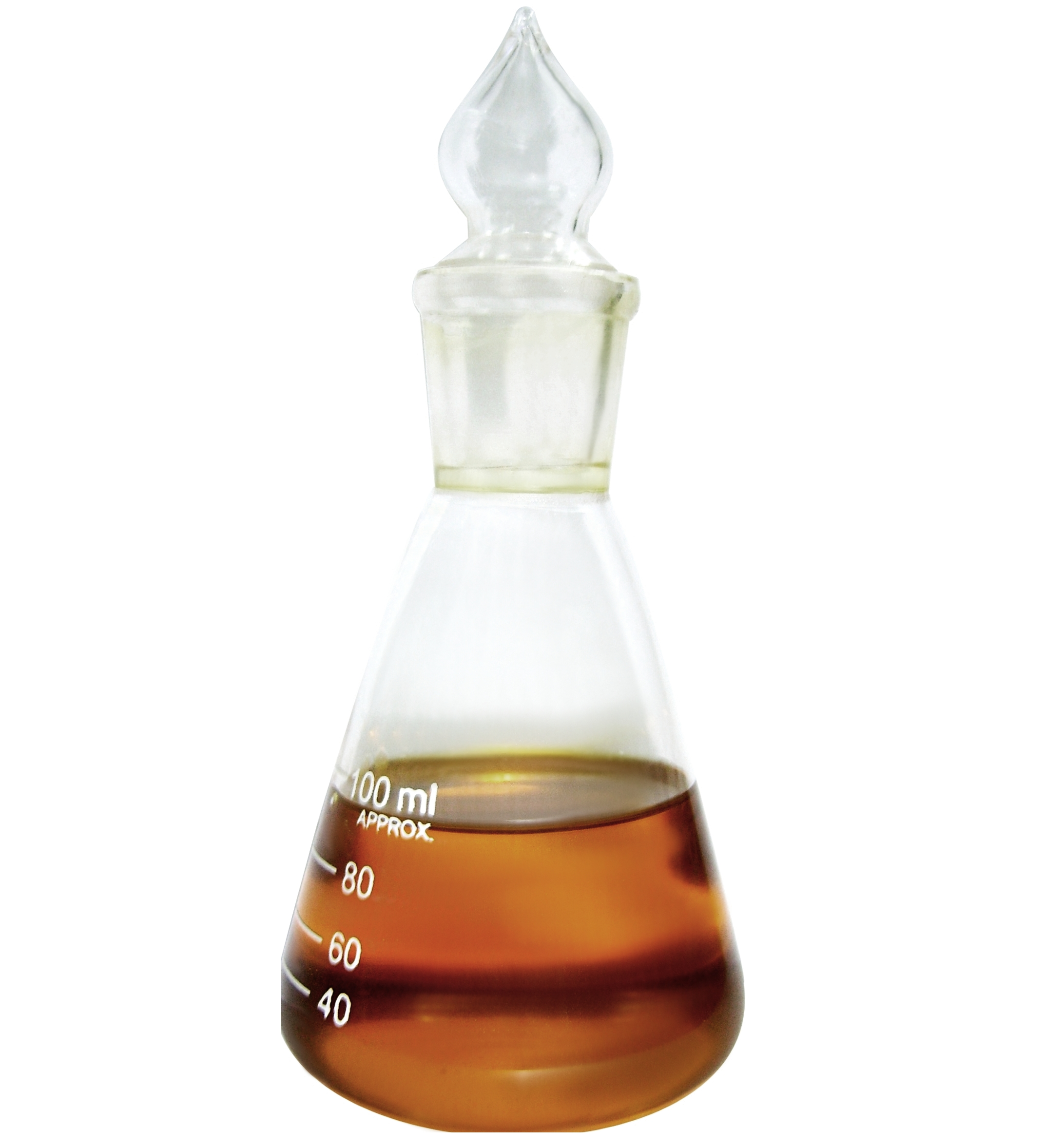
biodiesel in recipiente di vetro

L'analogo biocombustibile, simile per caratteristiche ed impiego, derivato da fonti rinnovabili è detto biodiesel.
Nella pratica attuale vengono spesso impiegate miscele di gasoli prodotti con le diverse tecniche mantenendo come base il petrodiesel, al fine di ottimizzare la produzione minimizzando i limiti intrinseci di ogni tecnologia: per esempio, la forte dipendenza dalla qualità del greggio per i distillati, il costo del processo di cracking e le difficoltà di stoccaggio del biodiesel.

### Petrodiesel
Il gasolio ottenuto da fonti non rinnovabili è detto, in inglese, petrodiesel. La qualità è fortemente legata a quella del greggio di origine e alla modalità di distillazione.
Il metodo di produzione principale è quello mediante distillazione frazionata del petrolio greggio in cui si ottiene la separazione del gasolio in torre di frazionamento ad una temperatura di 350 °C. Altro metodo di produzione del gasolio è il cracking in cui idrocarburi di maggior peso molecolare sono frammentati in presenza di un catalizzatore.

### Gasolio sintetico
Il gasolio può essere sintetizzato artificialmente tramite diversi procedimenti (synthetic diesel).
Il gasolio può essere prodotto a partire dal gas metano attraverso un processo di catalizzazione al cobalto. Questo procedimento prende il nome di GTL (Gas To Liquid) e consente di avere un gasolio privo di zolfo e che già in partenza (a parità di sistema di catalizzazione) è in grado di abbattere della metà la formazione di nanoparticelle e ossidi di azoto. In questo campo il gruppo Volkswagen in collaborazione con la Royal Dutch Shell sono pionieri poiché lo reputano un valido combustibile alternativo che non sottrae terreno alla produzione alimentare o boschiva. Shell utilizza GTL come componente del gasolio V-Power miscelato con gasolio di origine petrolifera.
La produzione di gasolio è possibile anche partendo da vari tipi di biomassa come legno, semi di girasole, rifiuti alimentari, scarti fognari, ecc. tramite processi di essiccatura e gassificazione al fine di ricavare gas di sintesi, simile al gas naturale, composto principalmente da metano. Dopo una purificazione tramite il processo Fischer-Tropsch si produce gasolio sintetico.

## Applicazioni

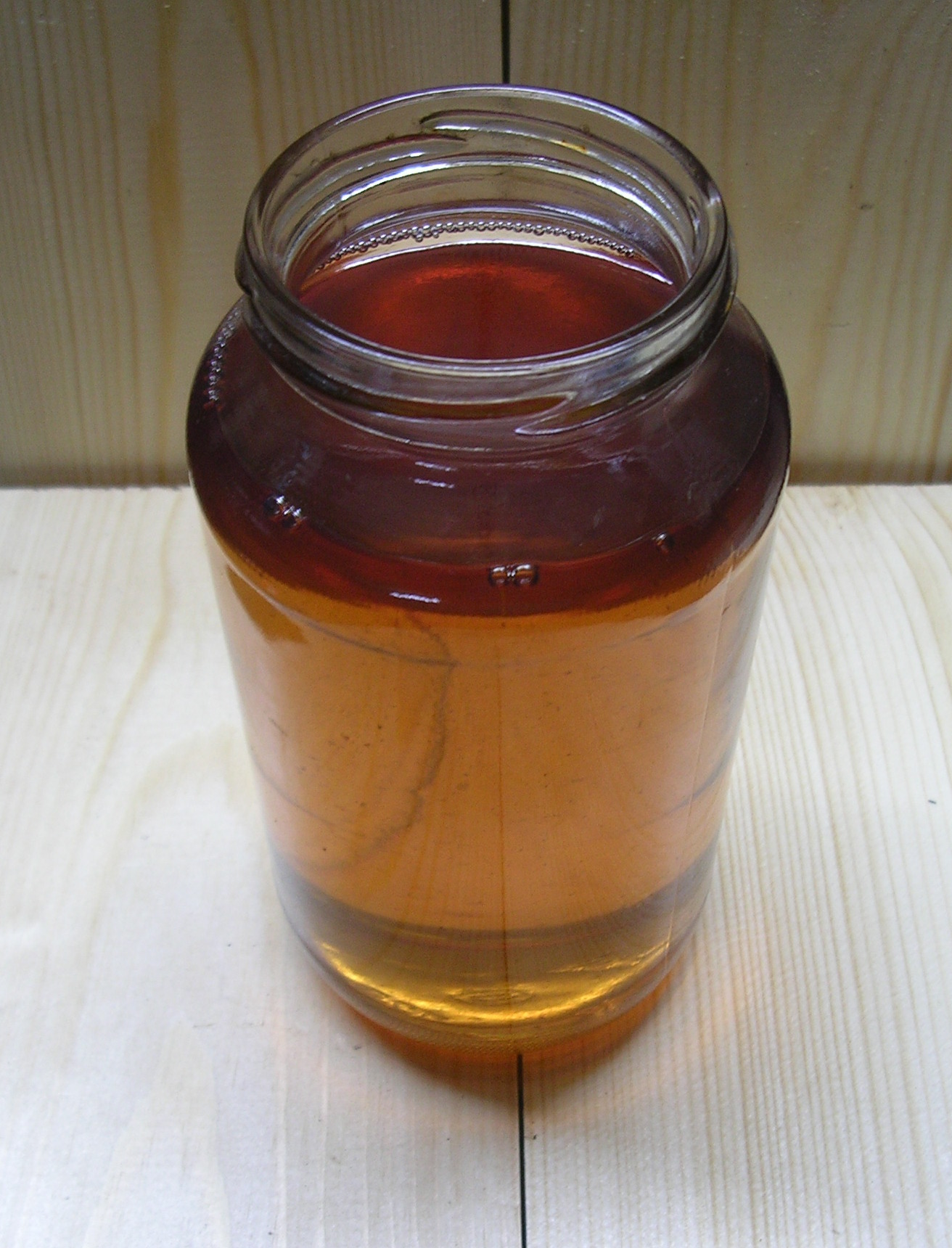
gasolio in un recipiente di vetro

### Gasolio per autotrazione
Il gasolio viene prevalentemente utilizzato per l'alimentazione di motori a combustione interna ad accensione spontanea, detti motori a ciclo Diesel, impiegati per autotrazione. In tali motori il gasolio è direttamente iniettato in camera di combustione, dove l'aria si trova ad alti valori di pressione e temperatura a seguito della compressione, ed il combustibile va incontro a combustione spontanea.
I requisiti che il gasolio deve soddisfare per poter essere venduto sono definite a livello europeo dalla specifica di riferimento EN 590 emanata dal CEN e recepita in Italia come UNI EN 590.
Le caratteristiche del gasolio che hanno un impatto ambientale (per es. il contenuto di zolfo) sono state definite dall'Unione Europea nella Direttiva 2009/30/CE.
Le principali caratteristiche osservate sono:

#### Aspetto fisico
Il gasolio deve avere un aspetto limpido. Non viene definito in modo preciso il suo colore in quanto questo dipende molto dal processo di produzione e dalla eventuale presenza di coloranti introdotti per questioni fiscali. Un colore opalescente può essere indice di anomalia o sofisticazione come presenza di composti instabili o presenza di impurezze o contaminazione batterica.

#### Composizione
Il contenuto di zolfo è un parametro molto importante, esso infatti è considerato un forte inquinante e col tempo si è proceduto ad una continua riduzione del contenuto di zolfo nei gasoli autotrazione per ragioni ambientali. Attualmente il limite è fissato ad un massimo di 10 mg/kg.  Lo stesso zolfo è però responsabile del naturale potere lubrificante del gasolio e per questa ragione viene sostituito con additivi per mantenere o aumentare il potere lubrificante.
Con la norma EN 590 si introduce la possibilità di aggiungere al gasolio di autotrazione una parte di biodiesel e si fissa un massimo del 7%. Il biodiesel o più propriamente FAME (Fatty Acid Methyl Esters) è, come dice la sigla, una miscela di esteri ottenuti mediante un processo di trans-esterificazione di acidi grassi di origine vegetale, con alcol metilico.

#### Contaminazione
I contaminanti del gasolio si dividono in base alla loro origine, liquidi, solidi o batterici.
Il principale contaminante liquido è l'acqua che è molto dannoso per tutto il sistema di alimentazione (progettato per autolubrificarsi) in quanto non è assolutamente in grado di mantenerne la lubrificazione provocando ruggine, usura precoce di pompe ed iniettori oltre che non essere in grado di bruciare. Nella specifica di riferimento EN 590 viene fissato che il contenuto massimo di acqua deve essere inferiore a 200 mg/kg, ossia inferiore allo 0,02%.
Per quanto riguarda i contaminanti solidi vengono inclusi sabbia e polveri in grado di provocare usura precoce di pompe ed iniettori oltre che in grado di ostacolare il corretto flusso nel sistema di alimentazione. Nella specifica di riferimento EN 590 viene fissato un massimo di 24 mg/kg di questo tipo di contaminanti.
Di rilevante importanza è la contaminazione batterica del gasolio: infatti questo è un buon substrato per la crescita di microbi e soprattutto muffe. L'aggiunta permessa secondo specifica di riferimento EN 590 di una percentuale (attualmente 7%) di biodiesel ha causato un aumento del problema in quanto la percentuale di biodiesel porta con sé sia "substrato vivente" sia acqua permettendo una molto rapida riproduzione di batteri e microorganismi. Il problema si manifesta fondamentalmente nella generazione di alghe di colore nero e di consistenza gommosa che col passare del tempo otturano la pompa che preleva gasolio dal serbatoio causando un maggior sforzo fino alla completa rottura.

#### Fluidità
Requisito importante per il gasolio da autotrazione sono le sue proprietà a freddo, rappresentato dalla temperatura alla quale il carburante comincia ad intorbidire e ad opporre maggiore resistenza allo scorrimento all'interno di un determinato filtro.  Per questa ragione la specifica di riferimento EN 590 prevede la presenza durante il periodo invernale in alcune zone di gasolio chiamato "artico", pienamente efficiente fino a temperature di -21 °C.

#### Combustione
Il numero di cetano indica il ritardo tra l'iniezione e l'avvio della combustione. Un alto numero di cetano indica un gasolio dalla combustione più efficiente e che offre quindi prestazioni migliori. Il numero di cetano minimo oggi richiesto nei gasoli per autotrazione è 51.
Per ragioni di sicurezza e regolarità di combustione è importante che sia privo di frazioni leggere o pesanti, responsabili della formazione di depositi carboniosi e di combustione incompleta.
La densità è 835 kg/m³, il suo potere calorifico è attorno ai 40,9 MJ/kg (o 10200 kcal/kg).

### Gasolio per combustione stazionaria
L'impiego di gasolio per combustione stazionaria, ovvero per alimentare un combustore integrato con una caldaia per riscaldamento o un generatore di vapore, impone caratteristiche meno severe. Rispetto al gasolio per autotrazione non ha limiti sul numero di cetano, ammette un tenore di zolfo più elevato (0,1% in massa contro 0,0001%), è più altobollente. Per il gasolio destinato a combustione stazionaria non viene indicata una temperatura massima alla quale il 95% del prodotto deve essere distillato, la cosiddetta T95. Tale parametro è molto importante nel gasolio da autotrazione (fissato a 360 °C) perché permette di limitare la presenza di frazioni pesanti del gasolio fondamentalmente responsabili dell'aumento del particolato.

### Gasolio per motori navali
I motori diesel marini di medie dimensioni impiegano un olio combustibile leggero cui a volte ci si riferisce come gasolio.
È un gasolio particolare, cui sarebbe forse più appropriato riferirsi come nafta, altobollente e con alto tenore di zolfo.
Attualmente la normativa di riferimento internazionale è la ISO 8217, nel futuro saranno probabilmente emesse normative più stringenti, specie nell'ambito del Mediterraneo.
Il 1 gennaio 2020, l'Annesso VI della MARPOL si è fatto più stringente, consentendo un massimo tenore di zolfo in navigazione dello 0.5% per le navi in sosta in porto invece devono bruciare combustibili con un tenore di zolfo massimo di 0.1% o dotarsi di sistemi di pulizia gas di scarico in modo da abbassare gli inquinanti emessi in atmosfera (PM10, NOx, SOx).

## Accorgimenti
Durante l'inverno si può verificare un fenomeno pericoloso, che consiste nella scissione delle paraffine dal gasolio, le quali si vanno a depositare sul fondo del serbatoio e creano problemi d'alimentazione, per evitare questo si può:
- Miscelare con la benzina o petrolio per autotrazione, miscelare al gasolio una piccola quantità di benzina indicativamente al 5%, tuttavia questa pratica è sconsigliabile su auto con motori Diesel di ultima generazione dotate di sistemi d'iniezione quali common-rail e iniettori-pompa a causa della raffinatezza degli impianti che polverizzano a più riprese durante il ciclo di combustione e che lavorano in stretta dipendenza con sonda lambda e filtro antiparticolato. Le pressioni a cui lavorano richiedono gasoli di qualità e purezza sempre maggiore e sempre più omogenea, al pari degli impianti di catalizzazione sempre più sensibili e bisognosi di gasoli puri, mentre i vecchi Diesel, con temperature inferiori ai -40 °C, potevano essere addirittura alimentati con una miscela del 50% di benzina e 50% di gasolio. Per i motori degli ultimi anni del secondo millennio viene generalmente sconsigliato usare una miscela composta per oltre del 30% di benzina per una temperatura ambiente fino a -14 °C, mentre se si usa questa percentuale di benzina assieme a gasolio invernale si può arrivare fino a -25 °C[9].
- Additivi antigelo, a partire da temperature di circa 5 °C sotto lo zero, dove si abbassa il punto di scissione e congelamento del gasolio.
- Gasolio invernale, è un gasolio studiato appositamente per l'uso invernale.
- Sostituzione o riscaldamento del filtro, le autofficine intervengono smontando i filtri e riscaldandoli per sciogliere la paraffina addensata, difatti questo inconveniente può dare vita a problemi d'avviamento, che si verificano tipicamente in montagna sulle auto di coloro che provengono da località solitamente più calde.
- Introduzione d'acqua, miscelando (grazie a un solvente ripartitore di fase) gasolio e acqua, si ha un'emulsione chiamato gasolio bianco, utilizzato negli autobus urbani. La funzione è quella di aumentare la pressione sottraendo temperatura alla combustione, migliorando le performance del motore, anche sotto il punto di vista ambientale[10].

## Cancerogenità per l'uomo
Nel 2012 l'Organizzazione mondiale della sanità ha diffuso una dichiarazione secondo la quale le emissioni allo scarico dei motori diesel sono cancerogeni certi per gli esseri umani.
Secondo Christopher Portier, presidente dello IARC "Le prove scientifiche sono inconfutabili e le conclusioni del gruppo di lavoro sono state all'unanimità: le emissioni dei motori diesel causano il tumore del polmone [...] Le emissioni allo scarico dei motori diesel sono cancerogeni certi per gli esseri umani e l'esposizione a tali gas è associata ad un rischio accresciuto di tumore al polmone ed anche ad un maggior rischio di cancro alla vescica". 
La miscela d'idrocarburi che alimenta i motori diesel è quindi stata riclassificata dal Gruppo 2 della tabella stilata dallo IARC, che raggruppa le sostanze considerate come probabilmente cancerogene, al Gruppo 1, ossia "cancerogeni accertati per l'uomo" (la stessa categoria, ad esempio, del Benzo(a)pirene, sostanza prodotta anche da stufe e camini).